# Cerro Puerco
Cerro Puerco es un corregimiento del distrito de Müna en la comarca Ngäbe-Buglé, República de Panamá. La localidad tiene 4.327 habitantes (2010).